# IC 2681
IC 2681 је ознака објекта на координатама са ректансцензијом 11h 16m 33,2s и деклинацијом + 11° 12" 26'. Открио га је Макс Волф, 27. марта 1906. Каснијим посматрањима на том положају није уочен никакав астрономски објекат.